# Comuna Vänersborg
Vänersborg (Vänersborgs kommun) este o comună din comitatul Västra Götalands län, Suedia, cu o populație de 37.369 locuitori (2013).

## Geografie

### Zone urbane
Lista celor mai mari zone urbane din comună (anul 2015) conform Biroului Central de Statistică al Suediei:
| Nr | Zona urbană | Pop.   |
| -- | ----------- | ------ |
| 1  | Vänersborg  | 23.119 |
| 2  | Vargön      | 4.981  |
| 3  | Brålanda    | 1.521  |
| 4  | Frändefors  | 640    |
| 5  | Nordkroken  | 456    |
| 6  | Katrinedal  | 399    |

## Demografie
| \| Evoluția demografică în comuna Vänersborg, 1970–2015 \| Evoluția demografică în comuna Vänersborg, 1970–2015 \| Evoluția demografică în comuna Vänersborg, 1970–2015 \| Evoluția demografică în comuna Vänersborg, 1970–2015 \| Evoluția demografică în comuna Vänersborg, 1970–2015 \| \| ----------------------------------------------------------------------------------------------------- \| ---------------------------------------------------- \| ---------------------------------------------------- \| ---------------------------------------------------- \| ---------------------------------------------------- \| \| An \| \| \| Locuitori \| \| \| 1970 \| 1970 \| \| 32531 \| 32531 \| \| 1975 \| 1975 \| \| 34365 \| 34365 \| \| 1980 \| 1980 \| \| 34574 \| 34574 \| \| 1985 \| 1985 \| \| 35702 \| 35702 \| \| 1990 \| 1990 \| \| 36628 \| 36628 \| \| 1995 \| 1995 \| \| 36477 \| 36477 \| \| 2000 \| 2000 \| \| 36589 \| 36589 \| \| 2005 \| 2005 \| \| 36951 \| 36951 \| \| 2010 \| 2010 \| \| 36857 \| 36857 \| \| 2015 \| 2015 \| \| 38381 \| 38381 \| \| Sursa: SCB - Statistika Centralbyrån, Folkmängd efter region, civilstånd, ålder och kön. År 1968–2016 \| \| \| \| \| |      |  |           |       |
| Evoluția demografică în comuna Vänersborg, 1970–2015 |      |  |           |       |
| An |      |  | Locuitori |       |
| 1970 | 1970 |  | 32531     | 32531 |
| 1975 | 1975 |  | 34365     | 34365 |
| 1980 | 1980 |  | 34574     | 34574 |
| 1985 | 1985 |  | 35702     | 35702 |
| 1990 | 1990 |  | 36628     | 36628 |
| 1995 | 1995 |  | 36477     | 36477 |
| 2000 | 2000 |  | 36589     | 36589 |
| 2005 | 2005 |  | 36951     | 36951 |
| 2010 | 2010 |  | 36857     | 36857 |
| 2015 | 2015 |  | 38381     | 38381 |
| Sursa: SCB - Statistika Centralbyrån, Folkmängd efter region, civilstånd, ålder och kön. År 1968–2016 |      |  |           |       |